# 天主教科托爾教區
天主教科托爾教區（拉丁語：Dioecesis Catharensis）是羅馬天主教在黑山的一個教區。此教區是該國兩個天主教教區之一，屬斯普利特-馬卡爾斯卡總教區。
教區建於5至6世紀。11世紀屬安蒂代利總教區。18世紀改屬巴里總教區，1828年6月30日改屬扎拉總教區。1969年7月29日改屬斯普利特-馬卡爾斯卡總教區至今。
教區範圍包括黑山西北部海岸。2010年有教友10,000人，佔轄區總人口20%。教區下轄28個堂區，有14名司鐸。
Ivan Štironja自2020年开始担任現任主教，此前的宗座署理為羅克·章萊沙伊，榮休主教為厄里亞·揚伊奇。